# Kaihu (rivière)
La rivière Kaihu  (anglais : Kaihu River) est un cours d'eau situé dans la région du Northland tout au nord de l’Île du Nord de la Nouvelle-Zélande, dans les deux district du Far North et district de Kaipara. 

## Géographie
Elle s’écoule vers le sud-est à partir de sa source juste au sud de la forêt de Waipoua, atteignant le fleuve Wairoa devant la Victoria Street dans la ville de Dargaville.